# Харьковка (Ростовская область)
Ха́рьковка — хутор в Каменском районе Ростовской области.
Входит в состав Красновского сельского поселения. 

## Население
| 2010 |
| ---- |
| 46   |

## Улицы
На хуторе имеется одна улица: Фурманова.